# Achondrostoma
Achondrostoma és un gènere de peixos de la família dels ciprínids i de l'ordre dels cipriniformes.

## Taxonomia
- Achondrostoma arcasii (Steindachner, 1866)[2]
- Achondrostoma occidentale (Robalo, Almada, Sousa Santos, Moreira & Doadrio, 2005)[3]
- Achondrostoma oligolepis (Robalo, Doadrio, Almada & Kottelat, 2005)[4]
- Achondrostoma salmantinum (Doadrio & Elvira, 2007)[5][6][7]